# علاء أحمد
علاء أحمد (مواليد 1 يوليو 1952 في البصرة، العراق) لاعب كرة قدم عراقي معتزل.

## السيرة
ولد في البصرة جنوب العراق في عام 1952 ولعب كرة القدم في فرق المدرسة قبل أن يمثل فريق البصرة في عام 1971 في سن التاسعة عشر.
بدأت مسيرة علاء مع البصرة طربيه في مسقط رأسه البصرة تحت إشراف وثيق من الحكم الدولي سامي ناجي وبعد ذلك فريق المشاة (أحد فرق الدوري في ذلك الحين). بعد موسمين عاد إلى مسقط رأسه حيث بدأ اللعب لفريق الميناء الذي واصل اللعب له حتى تقاعده.
بدأت رحلته الدولية في عام 1973 مع منتخب العراق على مستوى الشباب الذي كان يضم لاعبين كبار حيث شارك في بطولة كأس فلسطين التي عقدت في ليبيا ولعب مباراته الأولى ضد الإمارات حيث فاز العراق 3-1. ثم دعي للانضمام إلى المنتخب الوطني عام 1974 ولعب مباراته الأولى أمام تونس في ملعب الشعب الدولي التي انتهت بالتعادل 0-0. بعد ظهوره لأول مرة لعب 54 مباراة أخرى. من ضمن مشاركاته كانت المشاركة في دورة الألعاب الآسيوية 1974 في العاصمة الإيرانية طهران وكأس آسيا 1976 في إيران وبطولة مارديكا الماليزية في عامي 1977 و1978 والدورة الرابعة لكأس الخليج في قطر والدورة الخامسة في بغداد وأخيرا دورة الألعاب الأولمبية الصيفية 1980 في العاصمة السوفييتية موسكو.
كان علاء جزءا من الفريق الفائز بكأس العالم العسكرية عام 1977 جنبا إلى جنب مع أمثال قائد المنتخب دكلص عزيز وعلي كاظم. وكان لاعب خط وسط أحد اللاعبين النجوم في النادي البصراوي بمعية رحيم كريم وجليل حنون والإخوة هادي وعبد الرزاق أحمد. بعد أول ظهور له أصبح أساسيا في منتخب العراق ونادي الميناء برفقة زميله هادي أحمد وساعدا العراق على الفوز بكأس الخليج عام 1979 في بغداد وكأس العالم العسكرية عام 1979.
كان جزءا هاما في فريق الميناء الذي فاز بأول لقب للدوري العراقي في الموسم 1977-1978. في عام 1980 مثل العراق في أول ظهور للعراق في أولمبياد موسكو حيث لعب جميع المباريات الأربع ضد كوستاريكا وفنلندا ويوغوسلافيا وفي الدور الثاني خسر 4-0 من ألمانيا الشرقية.
من بين مدربيه الذين أشرفوا عليه كانوا سامي ناجي وعمو بابا وثامر محسن وجمال صالح واليوغسلافي كاكا والاسكتلندي داني ماكلينن.